# Tucker (luchador británico)
Paul Gallagher (nacido el 5 de abril de 1990) es un luchador profesional de Irlanda del Norte con el nombre de Tucker.

## Carrera de lucha libre profesional
Tucker hizo su debut en el circuito independiente europeo en 2006. En su país de Irlanda del Norte, Tucker compitió por Pro Wrestling Ulster. Es un ganador de la triple corona en esta promoción.

### WWE (2017-2018)
Tucker fue un competidor en el Campeonato del Reino Unido de la WWE. Tucker se enfrentó a Tyler Bate en el evento principal del día 1, donde fue eliminado. Fue traído de regreso para el Torneo del Campeonato de la WWE del Reino Unido de 2018, pero perdió ante Joe Coffey en la primera ronda.
Después de ser utilizado como intermediario en la marca recién creada NXT UK, perdiendo contra Ashton Smith, Jordan Devlin y Eddie Dennis; el 14 de diciembre fue liberado de su contrato.

### Circuito independiente (2018-presente)
Tucker actualmente compite en la promoción de Belfast Titanic Wrestling, donde actualmente es entrenador en la escuela de entrenamiento conocida como The Yard. También compite en la promoción francesa AYA Wrestling donde es Campeón AYA desde el 19 de febrero de 2020, donde venció a Tristan Archer, ex Campeón AYA con la carrera más larga como Campeón en AYA Wrestling.

## Campeonatos y logros
- Fight Factory Pro Wrestling
  - Irish Junior Heavyweight Championship (1 vez)[1]

- Pro Wrestling Ulster
  - PWU All-Ulster Championship (1 vez)[1]
  - PWU Championship (2 veces)[1]
  - PWU Tag Team Championship (1 vez) – con Tron[1]
  - AYA Championship (campeón actual)[1]